# David Böhm

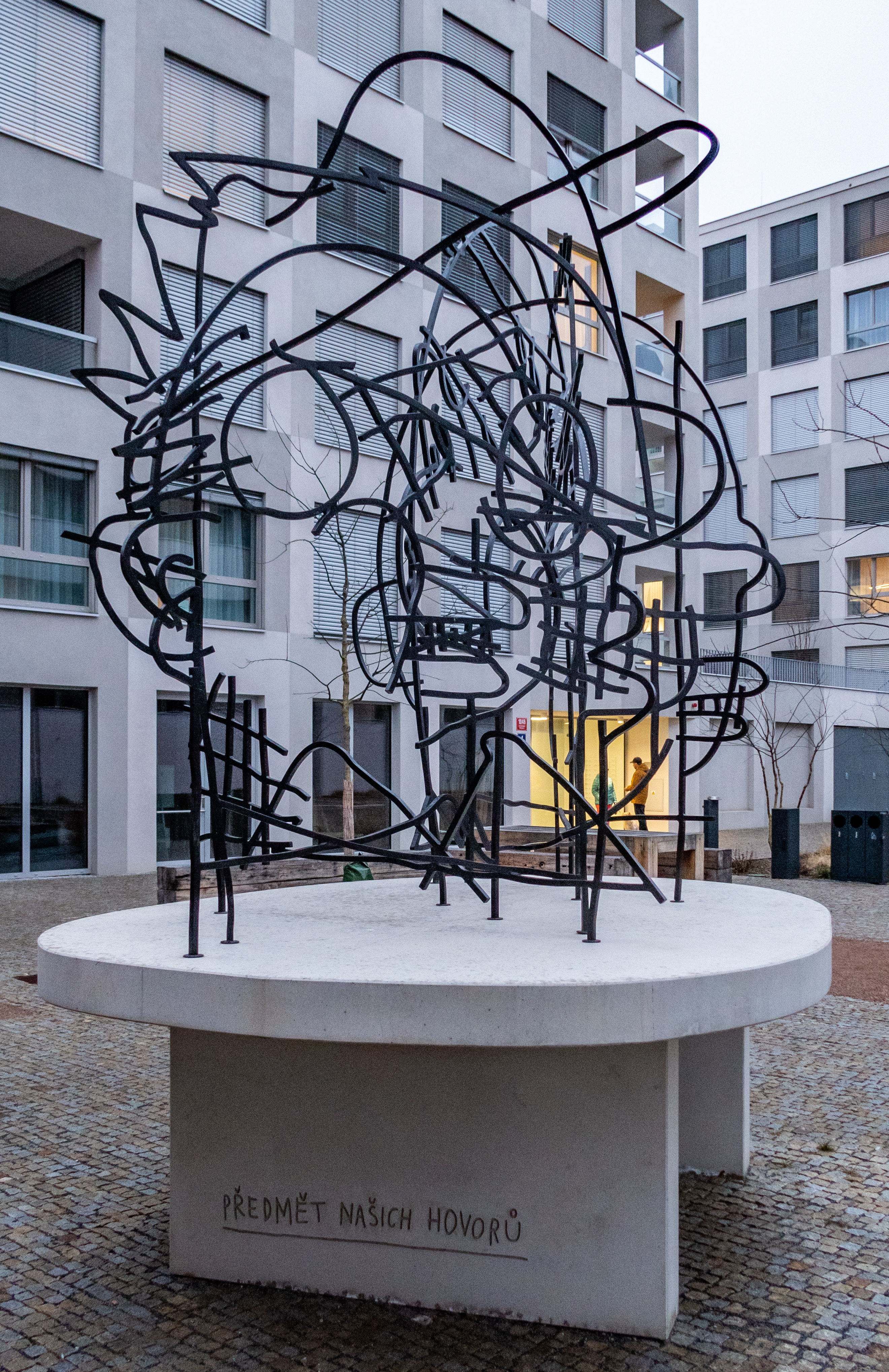
Plastika Předmět našich hovorů v pražských Vysočanech na jejíž tvorbě se David Böhm podílel společně s Jiřím Frantou

David Böhm (* 25. února 1982, Praha) je český výtvarník a ilustrátor.
Vystudoval Akademii výtvarných umění v Praze, absolvoval roku 2009. V letech 2016–2021 absolvoval na AVU doktorandský program pod vedením Vladimíra Kokolii. Od roku 2022 na AVU vede ateliér Grafika 1. Od školních let spolupracuje s výtvarníkem Jiřím Frantou a tvoří jakousi uměleckou dvojici. 
V letech  2009, 2010 a 2012 byl nominován na Cenu Jindřicha Chalupeckého. Získal cenu Magnesia Litera za ilustrace k dětské knížce Hlava v hlavě (texty Ondřej Buddeus) v roce 2014 a v roce 2020 získal stejnou cenu za knihu A jako Antarktida, kterou vytvořil sám. Za tuto knihu obdržel i Der Deutsche Jugendliteraturpreis. Kniha Hlava v hlavě získala roku 2014 rovněž cenu Nejkrásnější kniha. Knihy A jako Antarktida, Hlava v hlavě a Ticho Hrocha získali ocenění Zlatá stuha. Kniha Město pro každého (texty Osamu Okamura) získala v roce 2020 cenu Czech Grand Design v kategorii knižní ilustrace. Tato kniha uspěla i v zahraničí, roku 2022 získala DAM Architectural Book Award na Frankfurtském knižním veletrhu a v roce 2020 Bologna Ragazzi Award na Boloňském veletrhu dětské knihy. 
Spoluzaložil komiksové noviny KIX.